# Dunhuang Airport
Dunhuang Airport är en flygplats i Kina. Den ligger i provinsen Gansu, i den nordvästra delen av landet, omkring 910 kilometer nordväst om provinshuvudstaden Lanzhou.
Runt Dunhuang Airport är det glesbefolkat, med 10 invånare per kvadratkilometer.
Genomsnittlig årsnederbörd är 72 millimeter. Den regnigaste månaden är juni, med i genomsnitt 24 mm nederbörd, och den torraste är september, med 1 mm nederbörd.